# Can Gibert (Monistrol de Montserrat)
Can Gibert és una obra de Monistrol de Montserrat (Bages) inclosa a l'Inventari del Patrimoni Arquitectònic de Catalunya.

## Descripció
Edifici entre mitgeres de tres plantes d'alçada amb dues portes adovellades. La façana sud presenta un fort desnivell que s'obren a les eixides properes al torrent. En el costat sud s'hi obren grans galeries amb terrasses o simplement obertes a la zona del torrent. En la zona tocant al torrent s'hi troben velles construccions de pedra que allotjaven els molins d'oli i de gra.

## Història
L'actual casal de Can Gibert data de finals del segle xviii, però està edificada sobre una altra construcció, que té els seus orígens al segle xv. La família Gibert va tenir una gran influencia en la vida de Montserrat, al igual que els Riusec. Els molins van funcionar fins ben entrat el segle xx.